# Jose Palma (geestelijke)
Jose Serofia Palma (Dingle, 19 maart 1950) is een Filipijnse rooms-katholieke geestelijke. Palma werd op 15 oktober 2010 benoemd tot aartsbisschop van Cebu. Daarvoor was hij sinds 2006 aartsbisschop van Palo.

## Carrière
Palma studeerde van 1966 tot 1968 filosofie aan het St. Vincent Ferrer-seminarie en van 1968 tot 1972 theologie aan het St. Joseph Regional-seminarie. Hij vervolgde zijn theologiestudie aan de University of Santo Tomas in Manilla, waar hij in 1976 magna cum laude zijn licentiaat theologie behaalde. Op 21 augustus van datzelfde jaar werd Palma tot priester gewijd. In zijn eerste jaar als priester diende hij als parochiaal vicaris in de Kathedraal van Jaro. Na dat jaar startte hij in 1977 met een doctoraal theologie aan het UST Central-seminarie. Gedurende deze studie was hij gastpriester van de Holy Trinity parochie van Balic-Balic in Sampaloc, Manilla. Nadat hij opnieuw magna cum laude was afgestudeerd, vertrok hij aansluitend naar Italië waar hij van 1983 tot 1987 promoveerde hij aan de Pauselijke Universiteit Sint Thomas van Aquino te Rome. Ook deze studie rondde hij magna cum laude af.
Op 47-jarige leeftijd werd hij benoemd tot hulpbisschop van het aartsbisdom Cebu en titulair bisschop van Vazari-Didda. Twee jaar, op 13 januari 1999 volgde benoeming tot bisschop van het bisdom Calbayog. Op 18 maart 2006 werd hij aartsbisschop van het aartsbisdom Palo. Vier jaar later, op 15 oktober 2010, volgde de benoeming tot aartsbisschop van Cebu, als opvolger van kardinaal Ricardo Vidal.